# Melčice-Lieskové
Melčice - Lieskové (hongrois : Melcsicmogyoród) est un village de Slovaquie situé dans la région de Trenčín.

## Histoire
La première mention écrite du village date de 1398.

## Démographie

### Évolution de la population
| Année:               | 1994. | 2004.   | 2014.   | 2024.   |
| -------------------- | ----- | ------- | ------- | ------- |
| Nombre de personnes: | 1541  | 1557    | 1619    | 1713    |
| Différence:          |       | +1,03 % | +3,98 % | +5,80 % |

| Année:               | 2023. | 2024.   |
| -------------------- | ----- | ------- |
| Nombre de personnes: | 1719  | 1713    |
| Différence:          |       | -0,34 % |